# Annu Rani
Pour les articles homonymes, voir Rani.
Annu Rani (née le 28 août 1992 à Meerut) est une athlète indienne, spécialiste du lancer du javelot.

## Carrière
Elle est médaillée de bronze aux Jeux asiatiques de 2014 et aux Championnats d'Asie d'athlétisme 2017.
En 2016, elle établit à Hyderabad le record national en 60,01 m. Le 4 juin 2017, elle porte ce record à 61,86 m à Patiala.
Début 2019, elle assure sa participation aux championnats du monde en réussissant un lancer à 62,34 m, un nouveau record d'Inde.
Elle se classe 8e des championnats du monde à Doha avec 61,12 m.
En 2021 Annu Rani établit un nouveau record national à la Federation Cup, avec 63,24 m. Aux Jeux olympiques de Tokyo elle est éliminée dès les qualifications. En 2022 elle porte son record à 63,82 m et se qualifie pour les championnats du monde, où elle termine à la  7e place.

## Palmarès
| Date | Compétition           | Lieu        | Résultat | Marque  |
| ---- | --------------------- | ----------- | -------- | ------- |
| 2013 | Championnats d'Asie   | Pune        | 7e       | 52,29 m |
| 2014 | Jeux du Commonwealth  | Glasgow     | 8e       | 56,37 m |
| 2014 | Jeux asiatiques       | Incheon     | 3e       | 59,53 m |
| 2015 | Championnats d'Asie   | Wuhan       | 5e       | 51,26 m |
| 2017 | Championnats d'Asie   | Bhubaneswar | 3e       | 57,32 m |
| 2018 | Jeux asiatiques       | Jakarta     | 6e       | 53,93 m |
| 2019 | Championnats d'Asie   | Doha        | 2e       | 60,22 m |
| 2019 | Championnats du monde | Doha        | 8e       | 61,12 m |
| 2022 | Championnats du monde | Eugene      | 7e       | 61,12 m |
| 2022 | Jeux du Commonwealth  | Birmingham  | 3e       | 60,00 m |
| 2023 | Jeux asiatiques       | Hangzhou    | 1re      | 62,92 m |

## Records
| Épreuve           | Marque       | Lieu       | Date       |
| ----------------- | ------------ | ---------- | ---------- |
| Lancer du javelot | 63,82 m (NR) | Jamshedpur | 8 mai 2022 |